# Il bacio di Cirano
Pour plus de détails, voir Fiche technique et Distribution.
Il bacio di Cirano (en français, "Le Baiser de Cyrano") est un film muet italien dramatique de 1913 réalisé en noir et blanc par Carmine Gallone.
Le scénario du film a été écrit par Lucio D'Ambra d'après la pièce de théâtre Cyrano de Bergerac d'Edmond Rostand.
C'est le premier film de Gallone en tant que réalisateur.

## Distribution
- Umberto Zanuccoli
- Soava Gallone : Grazia
- Romano Calò : Claudio Arcieri
- Tatiana Gorka : Rosetta
- Luciano Molinari
- Renato Piacentini
- Diomède Procaccini
- Ernesto Treves